# Andbank
Andbank, cuya denominación social es Andorra Banc Agrícol Reig, S.A. y anteriormente conocido como Andbanc, es la sociedad bancaria surgida tras la fusión en 2001 de dos bancos andorranos: el Banc Agrícol (propiedad de la familia Cerqueda) y la Banca Reig (propiedad de la familia Reig). Especializado en ofrecer servicios de banca privada, consiguió ser en 2010 el primer banco andorrano con ficha bancaria de la Unión Europea, al obtener la licencia en Luxemburgo y crear la sociedad Andbank Luxembourg.

## Historia
Los orígenes de Andbank se remontan al 30 de diciembre de 1930, cuando se constituyó el Banc Agrícol i Comercial d'Andorra nueve meses después del nacimiento de Fuerzas Hidroeléctricas de Andorra (FHASA). El primer ejecutivo del banco fue Manuel Cerqueda Escaler. 
El 17 de abril de 1956, Julià Reig Ribó pidió al Consell General de les Valls de Andorra autorización para dedicarse al negocio de banca, bajo el nombre comercial de Banca Reig, S.A., que tenía su  domicilio social en San Julián de Loria, al igual que su fundador.
Julià Reig ha sido una destacada figura de la política y la vida andorrana del siglo XX. Su actividad profesional se concentró primero en la dirección de la empresa familiar Tabacos Reig, fundada en 1880 por su abuelo Rafael Reig  Sans, y  desde 1956 en la Banca Reig, S.A. dedicada inicialmente al sector financiero e industrial. En 1948 entró en la vida política al ser elegido consejero general de los Valles, cargo que mantuvo hasta 1960 en que fue elegido síndico general. 
En 2001, tras la fusión del Banc Agrícol i Comercial d'Andorra y Banca Reig, S.A.,  nació el actual Andbank, que utilizó el nombre provisional de Grup Agrícol Reig. 

### El proceso fallido de fusión
El 25 de julio de 2007 comenzó la mayor concentración bancaria de Andorra con la fusión de Andbank con Banc Internacional Banca Mora (BIBM) bajo el nombre de «Andbanc Mora», convirtiéndose en la primera entidad del país por delante de Crèdit Andorrà. Los responsables de las dos entidades acordaron una permuta de acciones que suponía que BIBM fuese la entidad matriz del holding.
Cuatro meses más tarde las dos entidades emitieron un comunicado conjunto haciendo pública la decisión de no materializar la integración anunciada. La decisión de no fusionarse fue de mutuo acuerdo. El principal escollo fue la diferencia de las respectivas culturas corporativas: la dificultad para estandarizar los sistemas y procesos de trabajo, y de conseguir las sinergias estudiadas en los términos previstos.

## Desarrollo en España
Presente en España desde 2011, comenzó sus operaciones como sucursal bancaria de Andbank Luxemburgo dirigiéndose a clientes de banca privada con umbral de patrimonio de más de un millón de euros. En 2013, la entidad empezó a operar en España con ficha bancaria propia. Con la licencia bancaria concedida por el Banco de España abrió cuatro oficinas: una en Madrid, otra en Barcelona y dos en Galicia.
El 12 de julio de 2013 Banca March, que tenía el 5% del capital de Inversis Banco, comunicó el ejercicio de su derecho de tanteo para adquirir dicha entidad de la mano de Andbank y Orey Antunes. Ejercieron el derecho de adquisición preferente, junto a Orey Antunes, y a la vez, le venderían el negocio de banca privada minorista de Inversis Banco a Andbank por 179,8 millones de euros.
El 28 de noviembre de 2014, Andbank culminó la incorporación del negocio de banca personal y privada de Inversis Banco. Esta operación se enmarcó dentro de la estrategia de crecimiento internacional de Andbank y supuso para la entidad convertirse en un jugador especializado en banca privada con un volumen de patrimonio bajo gestión de 7.500 millones de euros, 50.000 clientes, 234 empleados, 18 oficinas y 150 agentes financieros.
En 2018, Andbank España crea Myinvestor, una fintech participada también por El Corte Inglés Seguros y el grupo financiero y de seguros Axa España. El neobanco, especializado en productos de inversión, contaba en septiembre de 2021 con más de 70.000 clientes.

## Cifras de negocio
Andbank cuenta con una plantilla de más mil trabajadores, de los cuales más de 700 trabajan en las filiales internacionales. Está presente en once países y opera siete licencias bancarias: en Andorra, Luxemburgo, España, Brasil, Panamá, Mónaco y Bahamas. También cuenta con otras gestoras y filiales en Miami, México, Brasil, España y Uruguay.
La entidad cuenta con un ratio de solvencia del 25,50% y una liquidez del 65,58%. En 2016, el grupo alcanzó los 21.989 millones de euros en recursos de clientes bajo gestión, de ellos, el área internacional representaba el 84% de los recursos de clientes.

## Órganos de gobierno

### Presidencia
| Cargos               | Nombres                |
| -------------------- | ---------------------- |
| Presidente Honorario | Òscar Ribas Reig       |
| Presidente           | Manel Cerqueda Donadeu |
| Vicepresidente       | Oriol Ribas Duró       |

### Consejo de Administración
| Cargo                                                                 | Nombre                       |
| --------------------------------------------------------------------- | ---------------------------- |
| Consejero en representación de Cerqueda Donadeu, S.A.                 | Manuel Cerqueda Diez         |
| Consejero en representación de Reig Finances S.A.U.                   | Jorge Maortua                |
| Consejero                                                             | Manuel Ros Gener             |
| Consejero                                                             | Xavier Santamaria Mas        |
| Consejero                                                             | Germán Castejón Fernández    |
| Consejero                                                             | Jaume Serra Serra            |
| Consejero en representación de Inversions, Gestions i Estudis, S.A.U. | Josep Vicens Torradas        |
| Secretario general                                                    | Jacobo Baltar García Peñuela |
| Director general                                                      | Ricard Tubau Roca            |

## Premios y reconocimientos
- The Banker 2012 y 2014: “Bank of the year”.
- The Banker 2014, 2015 y 2016: Global Private Banking Awards “Best Private Bank” (Andorra).
- Global Finance 2015: “Best Private Bank Award”.
- The European 2015: Global Banking & Finance Awards “Private Bank of the Year” (Andorra).